# Mimolagrida rufa
Mimolagrida rufa là một loài bọ cánh cứng trong họ Cerambycidae.